# Oakbank, South Australia
Oakbank är en ort i Australien. Den ligger i kommunen Adelaide Hills och delstaten South Australia, omkring 23 kilometer öster om delstatshuvudstaden Adelaide. Antalet invånare är 1 207.
Runt Oakbank är det ganska glesbefolkat, med 35 invånare per kvadratkilometer.. 
Trakten runt Oakbank består till största delen av jordbruksmark. Genomsnittlig årsnederbörd är 729 millimeter. Den regnigaste månaden är juni, med i genomsnitt 133 mm nederbörd, och den torraste är december, med 21 mm nederbörd.